# Affaire des viols collectifs de Banbury
L'affaire des viols collectifs de Banbury est une affaire d'abus sexuel dans la ville de Banbury, Oxfordshire par sept hommes sur sept filles mineures. En mars 2015, ils ont été reconnus coupables d'infractions, y compris le viol et l'activité sexuelle avec un mineur pendant une période qui s'étend de 2009 à 2014. La police de Banbury avait tiré les leçons de l'opération Bouvreuil, ciblée sur les abus sexuels dans les environs d'Oxford. En mars 2017, 8 autres personnes ont été arrêtées pour le viol de trois jeunes filles.

## Contexte
Depuis le début des années 1980 au début des années 2010, dans des villes d'Angleterre, plus de 4 000 enfants ont été abusés sexuellement, parfois torturés, parfois prostitués, par des bandes criminelles organisées ou des groupes informels d'hommes,. En 2011, une première série d'agressions sexuelles est rendue publique par la presse. Des enquêtes, conduites par des associations caritatives, puis le gouvernement britannique, ont permis d'éclaircir les faits, soulignant notamment l'incurie des services sociaux et de la police locale, et de prendre des mesures appropriées pour assurer la protection des enfants,. Dans certains cas, l'exploitation de mineurs durait depuis plus de 15 ans. L'appartenance ethnique et les origines culturelles des victimes, et, surtout, celles des criminels, ont focalisé l'attention des médias et de l'opinion publique dans tout le pays,,.

## Crimes
Les hommes ciblaient les jeunes filles vulnérables en utilisant les médias sociaux pour organiser des fêtes au cours de laquelle les filles ont été abusées. Les hommes ont utilisé des cadeaux et des démonstrations d'affection apparente envers les filles, pour gagner leur confiance avant d'abuser sexuellement d'elles. Les infractions ont eu lieu dans des voitures, des bois et dans des résidences privées. Les fais concernent sept victimes âgées de 13 à 15 ans. Les infractions concernent le viol, l'activité sexuelle avec un enfant et d'incitation à un enfant à s'engager dans une activité sexuelle.

## Les membres du gang
Les sept hommes ont été identifiés comme Ahmed Hassan-Sule 21 ans, Kagiso Manase 20 ans, Takudzwa Hova 21 ans, Mohamed Saleh 21 ans, Saleh 20 ans, Zsolt Szalontai 18 ans, et ils ont été reconnus coupables à Oxford.
En mars 2017, 8 autres personnes ont été arrêtées pour le viol de trois jeunes filles.

## Réaction
L'inspecteur-détective Steve Raffield de la police de Banbury a été cité comme disant que les délinquants « ont abusé de la confiance de jeunes filles vulnérables pour leur propre satisfaction sexuelle. » Il a décrit l'infraction comme « horrible » et a déclaré que les crimes auraient « un impact durable sur la vie des victimes ». Il a condamné le plaidoyer de non-culpabilité des criminels, qui force les victimes « à revivre leurs expériences en donnant des preuves devant la cour ». Il a conclu en remerciant les victimes pour le courage qu'elles ont montré en donnant des preuves, ce qui a permis d'obtenir la condamnation des violeurs.
Sir Tony Baldry a été perturbé par les tactiques utilisées par la défense au cours du procès, écrivant au Lord Chancelier afin d'exprimer sa préoccupation quant à l'allégation selon laquelle les victimes déclaraient de faux abus, parce que « c'est mieux d'être une victime qu'une salope ». L'avocat de la défense allègue également que l'affaire avait été « fabriquée » par la police et que les victimes avaient subi un « lavage de cerveau » par les travailleurs sociaux.

## Articles Connexes
- Abus sexuel sur mineur au Royaume-Uni